# Chiesa di San Francesco (Lerici)
La chiesa di San Francesco d'Assisi e santuario di Nostra Signora di Maralunga è un luogo di culto cattolico situato nel comune di Lerici, in via Matteotti, in provincia della Spezia. La chiesa è sede della parrocchia omonima del vicariato della Media Val di Magra della diocesi della Spezia-Sarzana-Brugnato. La Madonna di Maralunga è la santa patrona del comune lericino.

## Storia
Nel XIV secolo a Lerici esistevano già diverse chiese. Tuttavia, probabilmente perché insieme all'aumento della popolazione era cresciuto anche il senso religioso, in questo periodo si sentì la necessità della costruzione di una nuova chiesa più grande: l'odierna chiesa di San Francesco. Si trattava di una chiesa molto più bella delle precedenti e a differenza di quelle costruite prima, che erano situate vicino al mare, sorgeva in campagna.
Non si hanno molte informazioni sulla struttura originale della chiesa, ma con ogni probabilità era formata da tre navate e possedeva una grande colonna in marmo che oggi si trova nel piazzale di fronte alla chiesa. Possedeva un altare maggiore e otto altari minori. Non si hanno molti dettagli sul motivo della presenza di questi altari minori: forse servivano al culto per i santi e per la Madonna. In base alle fonti a disposizione gli altari erano otto ed erano dedicati a famiglie o a gruppi religiosi. Essi erano:
- l'altare di santa Maria, che non aveva un destinatario in particolare ma probabilmente era dedicato alla Vergine;
- l'altare del Crocifisso, che era assegnato a tre famiglie: gli Aragoni, i Rebelli e gli Accorsi;
- l'altare di sant'Antonio, assegnato alla famiglia Maruelli;
- l'altare di santa Maria detto delle Beghine, un gruppo religioso senza voti ma che doveva comunque condurre una vita di castità, obbedienza e povertà;
- l'altare di san Rocco, che si trovava in fondo alla chiesa;
- l'altare di san Luca, assegnato alla famiglia Canata;
- l'altare di santa Caterina, che era stato costruito dalla famiglia Poggi;
- l'altare posto alla destra dell'altare maggiore, che era quello in cui si conservava il Santissimo Sacramento.

La presenza di due diversi altari dedicati a Maria è dovuta alla grande diffusione del culto mariano a Lerici. Il culto si era diffuso fin da quando nel 1480, secondo una leggenda, tre pescatori, Colotto, Giacopello e Muzio, avevano ritrovato sulla scogliera di Maralunga un quadro formato da tre tavole che rappresentavano la Vergine con il bambino. Al centro della tavola era dipinta una colomba simbolo dello Spirito Santo, nella tavola a destra c'era la Madonna con gli angeli e in quella a sinistra si trovava il bambino. Questo avvenimento scosse molto il popolo di Lerici che si sentì grato alla Madonna e onorato che la Provvidenza avesse scelto proprio il suo borgo come rifugio per quell'immagine raffigurante la Vergine anche se molto probabilmente il quadro apparteneva ad una nave che aveva fatto naufragio.
Nel 1632 il primo edificio della chiesa venne demolito per lasciare il posto a quello attuale, sempre dedicato a san Francesco. Le ragioni per cui l'edificio venne demolito non sono del tutto chiare anche perché, dalle fonti a disposizione, appariva ancora in buone condizioni: forse in seguito all'aumento della popolazione di Lerici si sentiva il bisogno di un edificio più grande per la celebrazione del culto. Subito dopo la demolizione della vecchia chiesa iniziarono i lavori per la costruzione della nuova, che durarono quattro anni. Il 26 luglio 1636 si poterono aprire le porte dell'edificio ai fedeli, anche se i lavori non erano ancora terminati. La chiesa venne poi consacrata il 25 settembre dal vescovo di Luni-Sarzana Giovanni Domenico Spinola.
Tra il 1883 e il 1892 la parrocchia venne retta dal futuro Vescovo di Massa Marittima Giovanni Battista Borachia.

## Descrizione

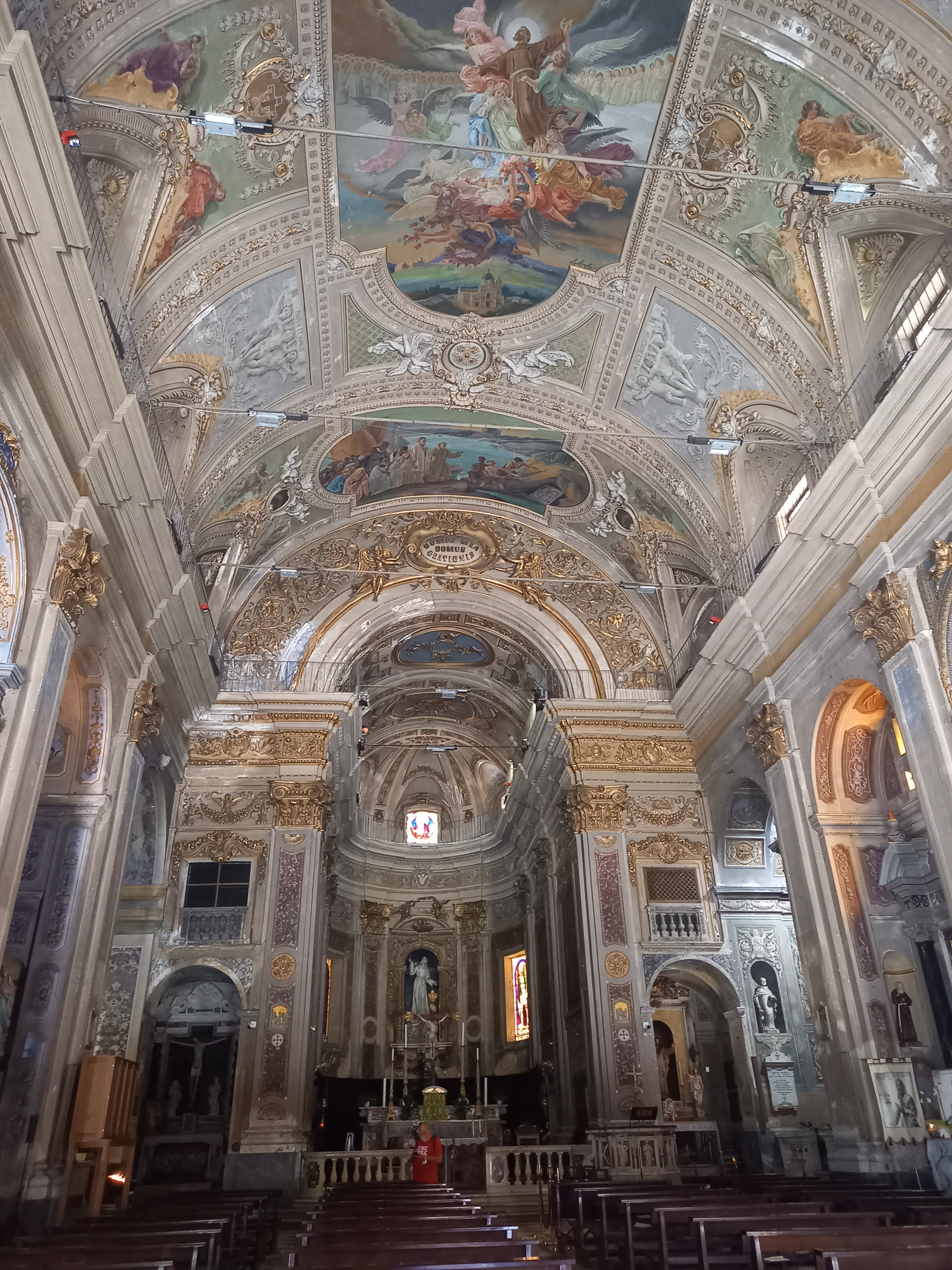
L'interno della chiesa

### Esterno
L'aspetto attuale della chiesa è in stile barocco con la facciata in tipica pietra rosa ligure. Sul sagrato della chiesa è presente una colonna crocifera che quasi sicuramente apparteneva alla costruzione precedente, mentre sul lato destro della facciata appare un'epigrafe che ricorda la consacrazione ufficiale dell’edificio. 

### Interno
All'interno, la chiesa è costituita da una sola grande navata che poggia su sei pilastri e un soffitto molto alto. Lungo le pareti ci sono delle nicchie nelle quali sono stati costruiti altari settecenteschi in marmo, tipici del tardo barocco ligure.
Nel corso del tempo la chiesa venne abbellita da varie statue e dipinti. Nel 1810 fu portato nella chiesa il quadro della Madonna di Maralunga; nel 1841 venne installato l'organo costruito da Agati di Pistoia; nel 1932 venne decorato e affrescato il soffitto dal pittore Luigi Agretti e nel 1962 venne rifatta la facciata esterna in marmo. L'interno conserva tra gli arredi sacri un piviale, dono della famiglia locale Botti.

#### Cappelle laterali
Sono presenti diverse opere rilevanti, tra cui:
- Sant’Agostino che esita tra il sangue di Cristo e il latte della Vergine, di Domenico Fiasella (metà XVII sec.) illustra un passo delle meditazioni di sant'Agostino, infatti sembra provenire dall’antico convento dei frati agostiniani[4];
- Madonna con bambino e i santi Luigi, Antonio Abate, Antonio da Padova, Francesco e anime purganti, di autore ignoto;
- Visitazione di Giovanni Bernardo Carbone del 1647;
- una tavola ritraente le sante Lucia, Caterina e Cecilia col donatore del XVI secolo;
- Tomba con le statue della Verità e del Tempo del XVII secolo;
- La Madonna con Bambino e i santi Erasmo, Leonardo, Nicola da Tolentino e Chiara da Montefalco, attribuito a Paolo Gerolamo Piola (fine sec. XVII – inizio XVIII) legato alla tradizione devozionale lericina per la presenza di sant'Erasmo, protettore della gente di mare, raffigurato con il promontorio di Maralunga.
- Madonna con Bambino e i Santi Bernardino e Francesco, di Domenico Fiasella, considerata uno dei capolavori del pittore di Sarzana, firmata e datata 1659, proveniente dall'attiguo oratorio dei Disciplinati dedicato a san Bernardino.[5]

La chiesa possiede anche arredi antichi di grande valore come il fonte battesimale in marmo di Carrara del 1448, proveniente dall'oratorio di San Bernardino, un tribolo in argento del Settecento, un calice di bottega ligure in argento decorato con le raffigurazioni dei santi Francesco, Rocco e Lucia, un reliquario in legno in completo stile barocco e il medaglione di sant'Erasmo realizzato in argento.

#### Madonna di Maralunga[6]
Si tratta di un dipinto che in un primo tempo apparteneva al santuario di Maralunga, collocato nel luogo in cui secondo la tradizione il quadro fu trasportato dalle onde dopo una burrasca nel 1480. La tavola venne trasferita nella sua attuale sede una prima volta nel 1799 e poi in maniera definitiva nel 1810. Nel 1854 la tavola venne posta nella cappella dedicata alla Vergine con una incorniciatura marmorea . Nella parte inferiore del dipinto, nascosta dalla cornice, è presente un'iscrizione che dovrebbe attestarne il ritrovamento, tuttavia non tutte le parole sono leggibili. La comprensione del dipinto appare abbastanza complicata: si tratta di due immagini della Madonna con il Bambino, separate da una colonna che divide le due raffigurazioni. Nessuna ipotesi è stata avanzata circa l'autore del dipinto. La Madonna di Maralunga è la patrona di Lerici.

#### Crocifisso
Un'altra opera di rilevante importanza è il Crocifisso quattrocentesco di autore ignoto che si trova a sinistra dell'altare maggiore. Si tratta di un grande crocifisso in legno che è stato dipinto più volte e proprio per questo alcuni aspetti cromatici non sono più ben leggibili, ma sicuramente si tratta di un lavoro fatto con molta cura e maestria. Il Cristo indossa un perizoma e ha le costole molto evidenziate; ai suoi lati si trovano una statua della Vergine e una statua di Santa Maria Maddalena in marmo, probabilmente proveniente da Carrara. Secondo la tradizione il crocifisso fu trasportato nella chiesa di San Francesco dalla distrutta chiesa di San Marta nell'antico borgo di Lerici.

#### Presbiterio
Nel presbiterio si trovano diverse opere di rilievo, tra cui il San Giovanni Battista di Domenico Bocciardo e il dipinto di Giovanni Domenico Cappellino con L'immacolata Concezione con i santi Bonaventura, Francesco e Chiara, firmata e datata 1617. In quest'ultima opera, la Madonna è posta al centro del dipinto con le mani sul petto; alla sua sinistra Dio, seduto su una nuvola sostenuta da angeli, la benedice, mentre alla sua destra un angelo mostra uno specchio, simbolo di verità, e un altro un giglio, simbolo di purezza. In basso sono rappresentati tre santi: a destra san Francesco e san Bonaventura e a sinistra santa Chiara d'Assisi.
Un'altra opera di rilievo è l’Assunzione della Vergine dipinta nel 1657 da Jan Miel. In posizione centrale è raffigurata la Madonna vestita di bianco circondata da angeli; in basso sono presenti cinque figure sedute intorno ad un tavolo. Tra queste si possono riconoscere re Davide a sinistra, re Salomone a destra, Mosè che sta indicando le tavole della legge ad altri personaggi che sono di difficile identificazione.
Sono inoltre presenti anche alcune statue come i marmi dei Santi Elisabetta e Zaccaria, la statua dell'Assunta, la statua di San Francesco in marmo bianco di Carrara del 1792 o L'Addolorata di cui non si conoscono gli autori. Di relativa importanza è anche il gruppo ligneo della Madonna e san Bernardino, una scultura in legno del XVII secolo che raffigura la Madonna che sale in cielo seduta su una nube circondata da angeli.

#### Coro
Nella chiesa venne ritagliato un grande spazio per il coro. Inizialmente era di forma quadrangolare ma in seguito venne costruito in forma semicircolare con il suo conseguente ingrandimento, reso possibile grazie all’acquisto di una parte del terreno della Confraternita di San Bernardino. Oggi il coro è installato in una doppia fila a semicerchio di grandi stalli in noce scolpita e lavorata in modo pregiato. Venne successivamente posta nella grande nicchia sopra il centro del coro una grande statua di San Francesco in marmo bianco, scolpita a Carrara e portata a Lerici nel 1797.
La chiesa è stata arricchita anche da un organo a canne con 52 tasti e una pedaliera a 27 pedali. L'organo, del 1841, è della pistoiese ditta Agati. 

Sopra l'organo si trova un quadro proveniente dalla chiesa di Maralunga che raffigura due commercianti che seguono un dipinto che rappresenta la Madonna portato in volo da due angeli.

#### Sagrestia
Nella sagrestia è collocata l'opera che raffigura I Santi Francesco, Bernardino e Leonardo, La Madonna e i Santi Rocco e Sebastiano, opera di Domenico Gar. L'ancona è ripartita in tre livelli: in quello centrale sono rappresentati, da sinistra verso destra, san Francesco con il crocifisso e il libro nelle mani, san Bernardino con il libro e san Leonardo con le manette e il libro; i tre santi vestono il saio francescano cinto dalla corda legata in vita con i tre nodi che simboleggiano le tre virtù: povertà, castità e obbedienza. Nel livello inferiore è la predella nella quale alcuni devoti della Confraternita di San Bernardino porgono a Gesù i loro doni. Il livello superiore è costituito dalla lunetta nella quale è rappresentata la Madonna con il Bambino tra San Rocco e San Sebastiano, opera del Maragliano. 
L'interno include anche un pulpito in ardesia, dal quale secondo la tradizione popolare predicò san Bernardino, e un lavamano del 1699.